# 竹粉蚜
竹粉蚜（学名：Melanaphis bambusae）为常蚜科色蚜屬下的一个种。